# Imortal Desportivo Clube
Maillots
L'Imortal DC est un club de football portugais basé à Albufeira dans le sud du Portugal.

## Historique
Le club évolue en deuxième division portugaise lors de la saison 1999-2000 puis lors de la saison 2000-2001.
Le club effectue ensuite une lente descente aux enfers : il joue en troisième division lors de la saison 2001-2002 puis en quatrième division lors de la saison 2003-2004.

## Anciens joueurs
- Bruno Baltazar
- Chiquinho Conde
- Lito
- Pedro Pelé

## Entraîneurs
- 1999-2001 :  Francisco Fortes Calvo